# Аристархов, Иван Аристархович
Ива́н Ариста́рхович Ариста́рхов (4 [16] апреля 1851 — 19 сентября [1 октября] 1886) — русский архитектор. Автор ряда зданий в Санкт-Петербурге.

## Биография
Родился 4 (16) апреля 1851 года. В 1870 году окончил Строгановское училище в Москве. Учился в Академии художеств. В 1876 году получил аттестат об окончании курса наук, в 1877 – малую и большую серебряные медали Академии.
Умер 19 сентября (1 октября) 1886 года, похоронен в церкви святого Иова на Волковском православном кладбище в Петербурге.

## Проекты и постройки
- Доходный дом (перестройка). 2-я Красноармейская улица, 10 (1878)[2][6];
- Деревянный жилой дом. Донская улица, 14 — 15 линия, 56 (1878; не сохранился)[7];
- Доходный дом. 7-я Красноармейская улица, 3 (1879)[2][8];
- Деревянный жилой дом со службами. 20-я линия, 9 (1881; не сохранился)[9];
- Жилой дом. Садовая улица, 52 — переулок Бойцова, 2 (1881; не сохранился)[10];
- Деревянный жилой дом (ремонт). Большой проспект ВО, 46 — 16-я линия, 13 (1881; не сохранился)[10];
- Деревянный жилой дом (ремонт). Ропшинская улица, 14 (1881; не сохранился)[10];
- Церковь во имя святой благоверной княгини Ольги в Дудергофе (участие в работах, по проекту В. И. Токарева). Проспект 25-го Октября, 97 (1879—1883; не сохранилась)[2][11];
- Инвалидные дома в Дудергофе (участие в работах, по проекту В. И. Токарева). Проспект 25-го Октября, 99—103 (1884—1885)[2][12][13][14];
- Здание 1-й Василеостровской школы Императорского патриотического общества. Канареечная улица, 11 (1882, 1885)[2][15][16];
- Здание общества немецких ремесленников «Пальма» (включено существовавшее здание). Переулок Пирогова, 18 (1882—1885; перестроено)[2][17];
- Доходный дом (перестройка). Улица Оружейника Федорова, 5 (1883)[2][18];
- Жилые дома. 16-я линия, 39 — Средний проспект ВО, 64 (1885; включены в существующее здание)[2][19];
- Жилой дом. 16-я линия, 57 (1885; не сохранился)[20];
- Церковь святого праведного Иова многострадального на Волковском православном кладбище. Камчатская улица, 6 — Расстанная улица, 30В (1885—1887)[2][21];
- Доходный дом. Московский проспект, 110 — Черниговская улица, 2х (1886)[2][22].